# Instituto Nacional de la Juventud (Chile)
El Instituto Nacional de la Juventud (más conocido por su acrónimo, Injuv) es un organismo público chileno, funcionalmente descentralizado, con personalidad jurídica y patrimonio propio, encargado de colaborar con el poder ejecutivo en el diseño, planificación y coordinación de las políticas relativas a los asuntos juveniles.
La entidad orienta su trabajo a los y las jóvenes entre 15 y 29 años, coordinando las políticas públicas de juventud que se originan en el Estado. Asimismo, genera programas que fomentan la inclusión y participación social, el respeto de sus derechos y su capacidad de propuesta, poder de decisión y responsabilidad.
Se relaciona con el presidente de la República a través del Ministerio de Desarrollo Social y Familia. Desde el 31 de agosto de 2022, su directora nacional es Juan Pablo Duhalde, actuando bajo el gobierno de Gabriel Boric.
Sus antecedentes se remontan a 1970 cuando fue creada la Secretaría General de la Juventud en 1970 por intermedio del Decreto Supremo N° 2100/1970 (Interior). El organismo actual fue creado durante el gobierno del presidente Patricio Aylwin, el 16 de febrero de 1991 mediante la ley n° 19042, reemplazando a la entonces Secretaría Nacional de la Juventud (SNJ), creada durante la dictadura militar del general Augusto Pinochet, en octubre de 1973.

## Misión
Su misión es «promover el desarrollo integral de las juventudes del país, recogiendo y relevando sus diversidades, fomentando la inclusión social desde una perspectiva de derechos y de integración en la oferta pública, a través de mecanismos descentralizados de participación activa y sostenida en el tiempo». Esto mediante el diseño e implementación de políticas, planes y programas acordes a tres ejes estratégicos de acción:
1. Desarrollo físico-mental
2. Desarrollo vocacional-laboral
3. Desarrollo cívico-social

La realización de estudios de la realidad juvenil y su apropiada difusión y la coordinación intersectorial con agentes públicos y privados relacionados con dichas temáticas.

## Estructura
El Instituto Nacional de la Juventud está compuesto de la siguiente manera:
- Dirección Nacional: el funcionario que desempeña el cargo de director nacional, funge la jefatura máxima del organismo y con ello, todas sus dependencias y/o responsabilidades bajo su gestión.
- Subdirección Nacional: al igual que el anterior, el funcionario que asume como subdirector nacional, le corresponde prestar asesoría, consejos y apoyo —en todo lo que respecta a materias del organismo— al director nacional. Asimismo, el subdirector ejerce en caso de vacancia del director nacional titular, como su reemplazo interino en calidad de subrogante (s).
- Direcciones Regionales: dependen del Injuv direcciones zonales, presentes en cada una de las 16 regiones de Chile.
- Relaciones Internacionales: por último, las relaciones internacionales, son las que efectúa el servicio —junto a sus pares similares de otros países de Latinoamérica o Europa—, con el fin de conseguir asesoría y consejos.

## Directores nacionales
| Titular                       | Partido                 | Partido | Inicio                   | Final                    | Presidente                 | Presidente                 |
| ----------------------------- | ----------------------- | ------- | ------------------------ | ------------------------ | -------------------------- | -------------------------- |
| Sergio García Opazo           |                         | PS      | 16 de febrero de 1991    | 29 de febrero de 1992    |                            | Patricio Aylwin Azócar     |
| Francisco Estévez Valencia    | 1 de marzo de 1992      | PS      | 28 de marzo de 1994      |                          |                            | Patricio Aylwin Azócar     |
| Leonardo González Muñoz       | 1 de abril de 1994      | PS      | 14 de julio de 1997      |                          | Eduardo Frei Ruiz-Tagle    |                            |
| Lilian Urrutia Francotte      | 13 de agosto de 1997    | PS      | 11 de marzo de 2000      |                          | Eduardo Frei Ruiz-Tagle    |                            |
| Francisco López Amenábar      |                         | Ind.    | 14 de marzo de 2000      | 1 de febrero de 2001     |                            | Ricardo Lagos Escobar      |
| Eugenio Ravinet Muñoz         |                         | PDC     | 11 de abril de 2001      | 3 de enero de 2005       |                            | Ricardo Lagos Escobar      |
| Claudia Pinto González        | 1 de febrero de 2005    | PDC     | 6 de mayo de 2005        |                          |                            | Ricardo Lagos Escobar      |
| Paulina Fernández Fawaz       |                         | Ind.    | 13 de mayo de 2005       | 11 de marzo de 2006      |                            | Ricardo Lagos Escobar      |
| Juan Eduardo Faúndez          |                         | PPD     | 20 de marzo de 2006      | 11 de marzo de 2010      |                            | Michelle Bachelet Jeria    |
| Ignacio Naudon Dell'Oro       |                         | Evópoli | 12 de marzo de 2010      | 12 de septiembre de 2011 |                            | Sebastián Piñera Echenique |
| Luis Felipe San Martín Porter |                         | UDI     | 11 de octubre de 2011    | 11 de marzo de 2013      |                            | Sebastián Piñera Echenique |
| María José Domínguez          | 13 de marzo de 2013     | UDI     | 7 de agosto de 2013      |                          |                            | Sebastián Piñera Echenique |
| Nicolás Duhalde Correa        |                         | RN      | 7 de agosto de 2013      | 11 de marzo de 2014      |                            | Sebastián Piñera Echenique |
| Nicolás Preuss Herrera        |                         | PDC     | 12 de abril de 2014      | 1 de febrero de 2016     |                            | Michelle Bachelet Jeria    |
| Nicolás Farfán Cerda          | 1 de febrero de 2016    | PDC     | 12 de febrero de 2018    |                          |                            | Michelle Bachelet Jeria    |
| Natalie Vidal Duarte (s)      |                         | PS      | 12 de febrero de 2018    | 11 de marzo de 2018      |                            | Michelle Bachelet Jeria    |
| Natalie Vidal Duarte (s)      | 11 de marzo de 2018     | PS      | 11 de julio de 2018      |                          | Sebastián Piñera Echenique |                            |
| Mirko Salfate Yutronic        |                         | RN      | 11 de julio de 2018      | 14 de diciembre de 2020  | Sebastián Piñera Echenique |                            |
| Renata Santander Ramírez      | 14 de diciembre de 2020 | RN      | 11 de marzo de 2022      |                          | Sebastián Piñera Echenique |                            |
| Renata Santander Ramírez      | 11 de marzo de 2022     | RN      | 25 de septiembre de 2022 |                          | Gabriel Boric Font         |                            |
| Juan Pablo Duhalde Vera       |                         | CS      | 25 de septiembre de 2022 | En el cargo              | Gabriel Boric Font         |                            |
| Juan Pablo Duhalde Vera       | FA                      |         | 25 de septiembre de 2022 | En el cargo              | Gabriel Boric Font         |                            |

### Redes sociales
- Instituto Nacional de la Juventud en X (antes Twitter)
- Instituto Nacional de la Juventud en Instagram
- Instituto Nacional de la Juventud en Facebook

### Otros
- Listado de trámites del Instituto Nacional de la Juventud
- Sitio web de la Revista RT del programa Observatorio del Instituto Nacional de la Juventud (2012-2021)

- Datos: Q19946968